# Planckspänning
Planckspänning, betecknat {\displaystyle V_{\text{P}}}, är en spänningsenhet och en av de härledda Planckenheterna, ett måttenhetssystem som bygger på naturliga enheter. Planckspänning definieras som:
{\displaystyle V_{\text{P}}={\frac {E_{\text{P}}}{q_{\text{P}}}}={\frac {\hbar }{t_{\text{P}}q_{\text{P}}}}={\sqrt {\frac {c^{4}}{4\pi \epsilon _{0}G}}}}
där {\displaystyle G} är gravitationskonstanten, {\displaystyle \hbar } Diracs konstant och {\displaystyle c} ljusets hastighet i vakuum.
Dess värde är ungefär 1,04295 × 1027 V.